# Operació Demetrius
L'Operació Demetrius fou una ofensiva de l'Exèrcit britànic duta a terme entre els dies 9 i 10 d'agost de 1971 per detenir a Irlanda del Nord a persones sospitoses de pertinença a l'IRA. El resultat de la violència d'aquelles dates i els dies posteriors, amb nombrosos aldarulls al carrer, causà milers de desplaçats, una vintena de morts (molts d'ells durant la massacre de Ballymurphy) i 342 empresonats, els quals patiren diversos abusos que van empitjorar la sensació d'inseguretat a la zona per les protestes dels seus amics i partidaris.
Es van aplicar les anomenades "cinc tècniques", que posteriorment serien qualificades de tortura: obligar els detinguts a romandre hores dempeus, tapar-los en cap i privar-los de vista i oïda, ús de sorolls molestos de manera persistent, impedir-los dormir i deixar-los sense menjar ni beure durant períodes perllongats per afeblir-los. En virtut de les lleis contra el terrorisme, es podia mantenir la situació d'internament preventiu a la presó sense judici previ. Aquestes tècniques esdevingueren d'ús comú entre presos polítics durant la dècada dels 70.
En el procés de detenció, els soldats britànics van cremar cases dels imputats i van amenaçar les seves famílies. La resposta dels catòlics, amb comerços destrossats, barricades al carrer i cotxes cremats, va crear un clima de forta violència a Belfast i altres poblacions. Els batallons paramilitars protestants van contraatacar amb incendis selectius i ús d'armes de foc. Els diputats antiunionistes i treballadors van començar vagues arreu del país per solidaritzar-se amb els empresonats, així com períodes de tancament de caixes on es negaven a pagar impostos a un govern que consideraven il·legítim.
L'Operació Demetrius, demanada per Brian Faulkner, va tenir com a conseqüència posterior la suspensió del govern autònom, que passà a dependre de Londres, i successives onades d'aldarulls i detencions. Alguns d'aquests detinguts no tenien cap relació amb l'IRA ni amb les accions violentes al carrer, sinó que van ser empresonats per aparèixer en llistes negres de simpatitzants.
Tant l'IRA com els paramilitars protestants augmentaren els seus seguidors i l'exèrcit anglès es va veure obligat a incrementar els seus efectius a la zona en el marc de l'anomenada Operació Banner. Aquesta operació es considera una de les causes indirectes del Diumenge Sagnant (1972) i de l'establiment d'una frontera física entre els barris protestants i catòlics a Belfast, edificació posterior que reflectia la divisió que de manera espontània es va produir a la ciutat, on els afectats emigraren a zones segures. Va suposar, en definitiva, un empitjorament de la tensió entre ambdues parts del conflicte nord-irlandès que s'allargaria diversos anys.